# マーティン・ルンドガード・ハンセン
マーティン・ルンドガード・ハンセン（英語: Martin Lundgaard Hansen、1972年10月11日 - ）は、デンマークの男子バドミントン選手。世界ランク最高位は1位。

## 経歴
主にラース・パースケやイェンス・エリクセンとの男子ダブルスでプレー。
ヨーロッパ選手権で3連覇達成。
全英オープンは2回優勝。